# ياجارو أوزاكي
ياجارو أوزاكي (باليابانية: 尾崎 英二郎) هو ممثل ياباني، ولد في 31 مارس 1969.

## أعمال

### أفلام
- (2006) رسائل من إيوو جيما[1]

## وصلات خارجية
- ياجارو أوزاكي على موقع IMDb (الإنجليزية)
- ياجارو أوزاكي على موقع ألو سيني (الفرنسية)
- ياجارو أوزاكي على موقع أول موفي (الإنجليزية)
- ياجارو أوزاكي على موقع قاعدة بيانات الفيلم (الإنجليزية)
- ياجارو أوزاكي على موقع كينوبويسك (الروسية)